# Tweede Kamerverkiezingen 1986/Kandidatenlijst/SGP
Dit is de kandidatenlijst voor de Tweede Kamerverkiezingen 1986 van de SGP. De partij had een lijstverbinding met de RPF en het GPV.

## De lijst
- vet: verkozen
- schuin: voorkeurdrempel overschreden

1. Bas van der Vlies - 150.549 stemmen
2. Cor van Dis - 1.588
3. Koos van den Berg - 899
4. Bert Scholten - 2.378
5. Gerrit Holdijk - 435
6. P.H.D. van Ree - 192
7. Gert van den Berg - 232
8. Driekus Barendregt - 149
9. R. van Ommeren - 111
10. J.H. Wolterink - 173
11. C.S.L. Janse - 58
12. L. Bolier - 125
13. J. Dankers - 134
14. Leen van der Waal - 125
15. S. de Jong - 225
16. W.Chr. Hovius - 517
17. Wisse Bron - 161
18. W. Pieters - 447
19. N. Verdouw - 173
20. K. van der Plas - 135
21. Mark Markusse - 50
22. P.C. den Uil - 139
23. Rinus Houtman - 68
24. J.A. Coster - 43
25. M. Burggraaf - 118
26. W. Nagtegaal - 46
27. M.C. Tanis - 197
28. Cor Boender - 121
29. B. Stolk - 60
30. A.K. van der Staaij - 92

PvdA · CDA · VVD · D66 · PSP · SGP · CPN · PPR · RPF · GPV · EVP · AR'85 · Centrumdemocraten · Federatieve Groenen · VCN · Centrumpartij · PGI · SP · Partij voor Ambtenaren en Trendvolgers · Lijst 19 (kieskring 9) · God Met Ons · Partij voor de Middengroepen · Loesje · Humanistische Partij · SAP · Partij Algemeen Belang · Lijst 27
1918 · 1922 · 1925 · 1929 · 1933 · 1937 · 1946 · 1948 · 1952 · 1956 · 1959 · 1963 · 1967 · 1971 · 1972 · 1977 · 1981 · 1982 · 1986 · 1989 · 1994 · 1998 · 2002 · 2003 · 2006 · 2010 · 2012 · 2017 · 2021 · 2023